# Villa Iris
Villa Iris (también conocida como Colonia Iris antes de su fundación en 1900) es una localidad del sur de la provincia de Buenos Aires, Argentina, perteneciente al partido de Puan.

## Clima
La región  se halla en la meseta pampeana, siendo su clima algo riguroso en invierno mejorando en forma sustancial durante la primavera-verano, siendo escasas los porcentajes de lluvias que rondan en aproximadamente los 600 mm anuales.[cita requerida]

## Economía
La economía regional, como pueblo rural que es, se basa en la ganadería y al agricultura en ese orden, habida cuenta de que en los últimos años han sido de escasas precipitaciones lo que ha ocasionado las pérdidas de cosechas y demás. 

## Historia
Fue fundada por Julio César Weiman (pachu) el 27 de mayo de 1900 (124 años), en campos pertenecientes a Federico Álvarez de Toledo, como centro urbano de una amplia colonia agrícola-ganadera de alrededor de 56.000 ha . 
El día de la fundación, luego de los discursos, se coloca la piedra fundamental de una iglesia dedicada a San Bernardo, (que nunca se construyó, pese a que Stroeder dona a la curia de La Plata en noviembre de 1900, cuatro lotes de terreno en pleno centro del incipiente pueblo), y se realiza un remate público de chacras, quintas y solares.
Ya desde antes del nacimiento del pueblo la zona venía siendo poblada por inmigrantes de distintas nacionalidades provenientes en su mayoría de Europa, traídos por la empresa Colonización Stroeder. En primer momento rusos y alemanes y luego españoles, italianos, dinamarqueses, suizos, uruguayos, libaneses y criollos poblaron estas tierras. 
Sin duda la autorización a la empresa Ferrocarril Bahía Blanca y Noroeste para el emplazamiento de una estación en el lugar (noviembre de 1900), fue el hecho que dio verdadero empuje al desarrollo de la localidad. Basados en casi las mismas actividades que en la actualidad, estos primeros pobladores, dedicaron su vida al desarrollo de sus tierras o "solares" para convertirse luego en establecimientos rurales, dedicándose a la actividad agrícola-ganadera. Así las cosas fueron apareciendo las primeras instituciones en el pueblo que ya había crecido en forma sostenida.

## Población
Cuenta con 1,858 habitantes (Indec, 2010), lo que representa un descenso del 4% frente a los 1,950 habitantes (Indec, 2001) del censo anterior.
| Gráfica de evolución demográfica de Villa Iris entre 1991 y 2010 |
|                                                                  |
| Fuente: Censos nacionales del INDEC                              |

## Sitio web
- www.villairis.com.ar   Portal web de la localidad <no oficial>

## Parroquias

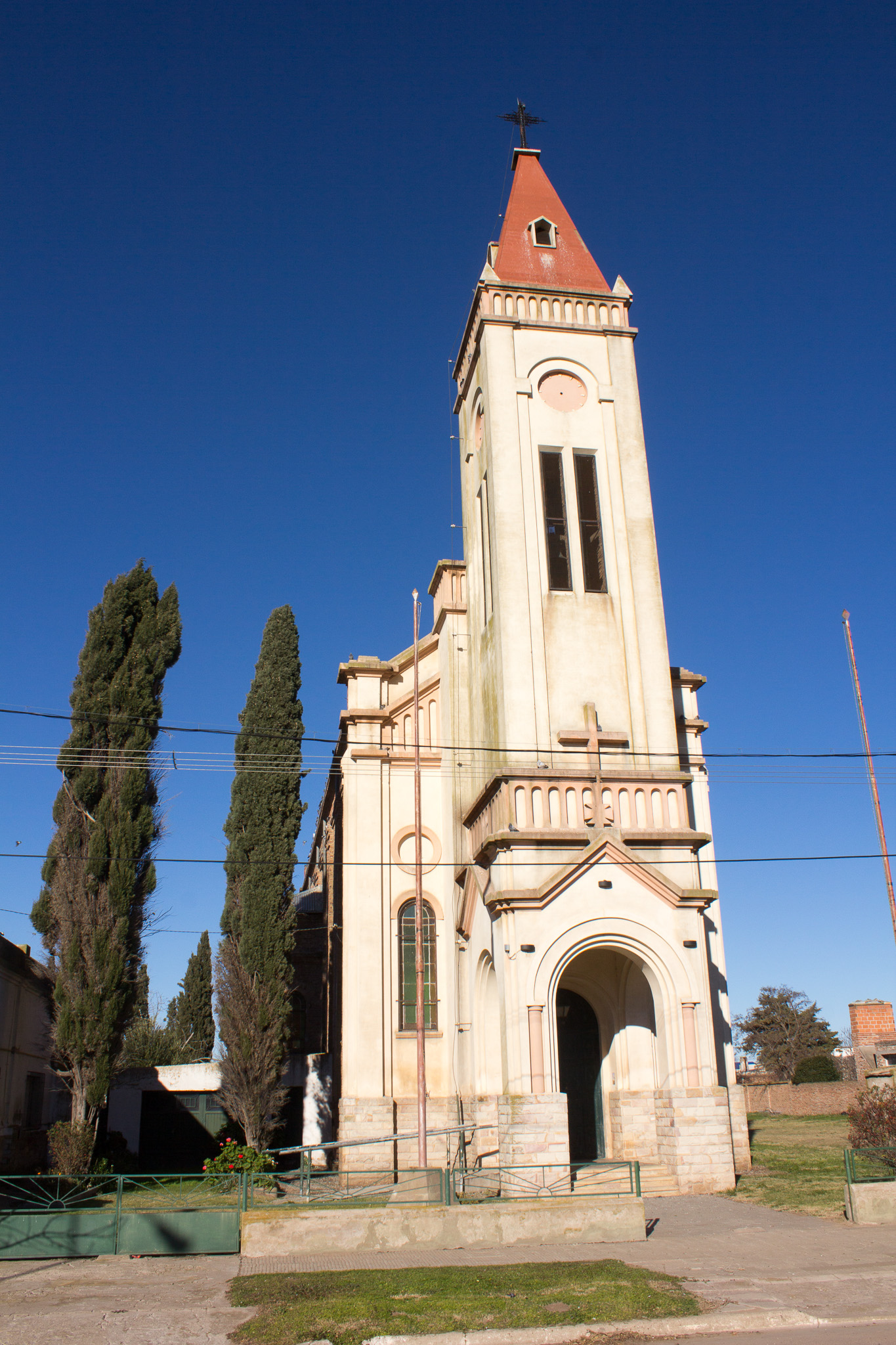
Iglesia Nuestra Señora del Carmen de Villa Iris

| Arquidiócesis | Bahía Blanca              |
| ------------- | ------------------------- |
| Parroquia     | Nuestra Señora del Carmen |